# Фріз Сергій Володимирович
Сергій Володимирович Фріз — підполковник Збройних сил України.
Станом на лютий 2017-го — заступник командира частини, 19-та окрема ракетна бригада.

## Нагороди
8 вересня 2014 року — за особисту мужність і героїзм, виявлені у захисті державного суверенітету та територіальної цілісності України, вірність військовій присязі під час російсько-української війни, відзначений — нагороджений орденом Богдана Хмельницького III ступеня.